# Estación Matsuchi

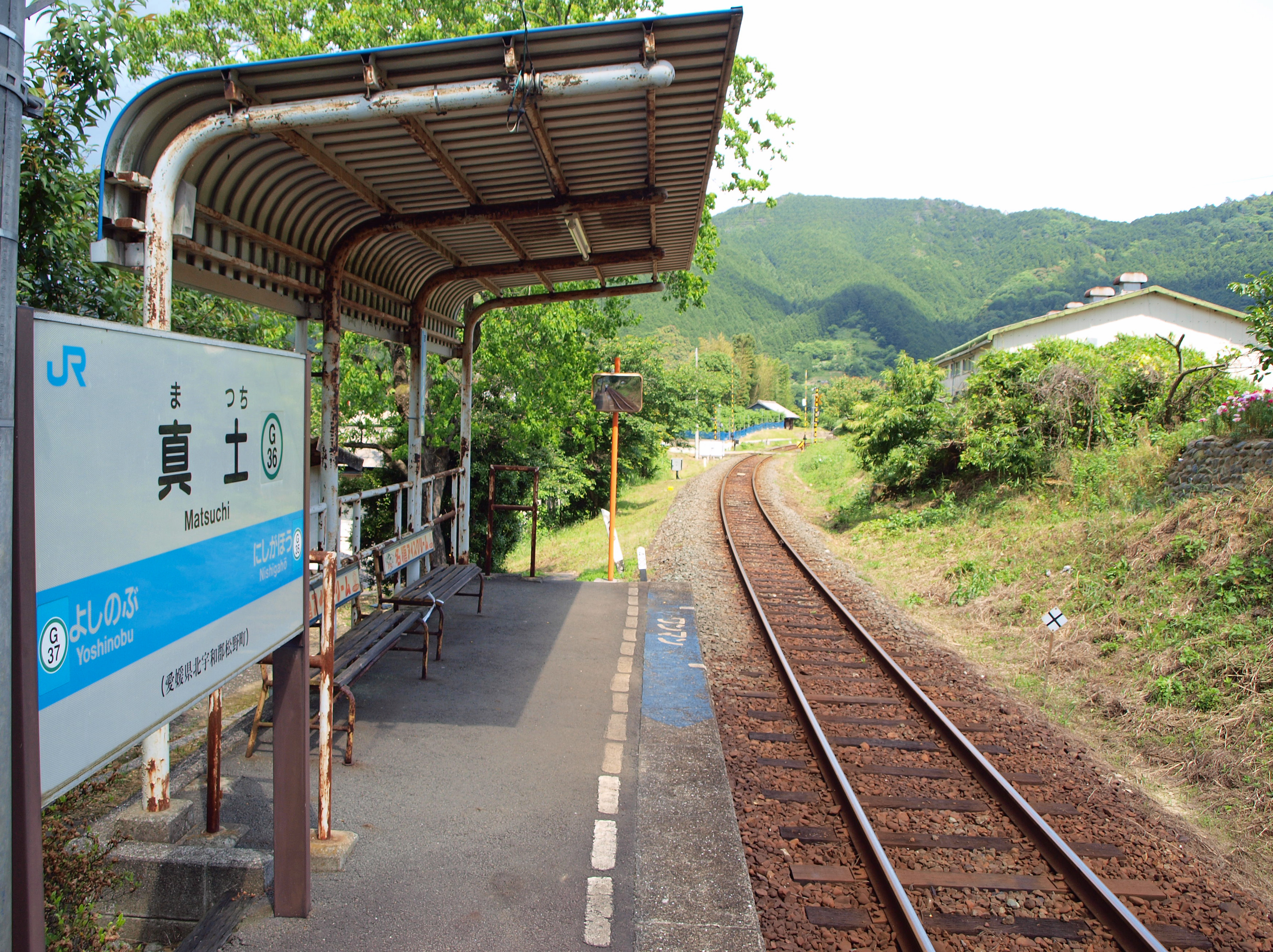
Estación Matsuchi, 2010

La Estación Matsuchi (真土駅 Matsuchi-eki?) es una estación de la Línea Yodo (予土線 Yodo-sen?) de la Japan Railways que se encuentra en el distrito Warabyō (蕨生?) del Pueblo de Matsuno del Distrito de Kitauwa de la Prefectura de Ehime. El código de estación es el "G36".

## Características
Es la última estación en la Prefectura de Ehime de la Línea Yodo, en dirección hacia la Prefectura de Kochi.
Es la estación con la plataforma más corta de la Región de Shikoku, con un largo de tan sólo 25 m.

## Estación de pasajeros
La estación no cuenta con personal y la venta de pasajes está terciarizada.
Cuenta con una plataforma, la cual posee un único andén (Andén 1). 

### Andén
| 1 | ● Línea Yodo | Hacia Matsuno, Kihoku y Uwajima                   |
| 1 | ● Línea Yodo | Hacia Ciudad de Shimanto (四万十市 Shimanto-shi?) |

## Historia
- 1960: el 1° de octubre es inaugurada como una estación de Ferrocarriles Nacionales de Japón (日本国有鉄道 Nihon Kokuyū Tetsudō?).
- 1987: el 1° de abril pasa a ser una estación de la división Ferrocarriles de Pasajeros de Shikoku de la Japan Railways.

## Estación anterior y posterior
- Línea Yodo 
  - Estación Yoshinobu (G37)  <<  Estación Matsuchi (G36)  >>  Estación Nishigaho (G35)